# Jan-Otto Ottosson
Jan-Otto Ottosson, född 11 oktober 1925 i Kalmar, död 1 april 2023 i Göteborg, var en svensk psykiater.
Ottosson avlade studentexamen i Göteborg 1944 samt medicine kandidat 1947 och medicine licentiat 1951 vid Lunds universitet, medicine doktor 1960 vid Karolinska institutet med avhandlingen Experimental Studies of the Mode of Action of Electroconvulsive Therapy och filosofie kandidat 1962. Han innehade olika läkarförordnanden 1951–1963, blev docent i psykiatri vid Karolinska institutet 1960, var professor i psykiatri vid Umeå universitet och överläkare vid psykiatriska kliniken vid Umeå lasarett 1963–1970 samt professor i psykiatri vid Göteborgs universitet och överläkare vid Sahlgrenska sjukhuset 1970–1991.
Ottosson var ordförande i Svenska psykiatriska föreningen 1967–1970, ledamot av Statens medicinska forskningsråd 1967–1973, Socialstyrelsens vetenskapliga råd från 1971, redaktör för Acta Psychiatrica Scandinavica och ordförande i Svenska Läkaresällskapets delegation för medicinsk etik från 1988. Han har medverkat till att öka intresset för etiska frågor inom sjukvård och medicinsk forskning. Ottosson, som disputerade på ämnet ECT, är än i dag känd som förespråkare av denna metod för behandling av patienter med djup depression.